# Ai confini della realtà (serie televisiva 1985)
Ai confini della realtà (The Twilight Zone) è una serie televisiva di genere fantascientifico del 1985. La serie è ispirata alla serie classica del 1959, creata da Rod Serling e che vide tra gli sceneggiatori Richard Matheson e Ray Bradbury. Questa seconda serie, composta da tre stagioni, fu trasmessa dal 1985 al 1989, e fu seguita da una terza in onda tra il 2002 e il 2003 e da una quarta trasmessa dal 2019 al 2020.

## Episodi
| Stagione         | Episodi | Prima TV USA | Prima TV Italia |
| ---------------- | ------- | ------------ | --------------- |
| Prima stagione   | 59      | 1985-1986    | 1986-1988       |
| Seconda stagione | 21      | 1986-1987    | 1988            |
| Terza stagione   | 30      | 1988-1989    | 2007            |

## Produzione
Nonostante il progetto di iniziare una nuova stagione fosse in cantiere da tempo, la CBS non si decideva a dare il via libera alle riprese. Fu il successo che stava incontrando la fantascienza presso il pubblico del cinema, soprattutto grazie alle opere di Steven Spielberg, molte delle quali prendevano degli spunti proprio dai temi classici del telefilm, che convinse infine i dirigenti della rete.
Il ritorno in TV della serie fu anticipato dal film omonimo, che vedeva tra gli autori proprio Spielberg.
Le tre nuove stagioni videro alternarsi alla sceneggiatura una serie di brillanti scrittori, tutti cresciuti nel mito della serie originale, e registi di fama, tra i quali Wes Craven e William Friedkin.
Tra gli attori famosi che presero parte agli episodi, ci furono Martin Landau, Morgan Freeman, Edy Williams e Bruce Willis, protagonista del primo episodio della nuova serie Shatterday, la storia di un uomo che scopre di avere un alter ego che lo sta per soppiantare nella propria vita.
Al posto di Rod Serling ad introdurre gli episodi della serie fu chiamato Charles Aidman, attore in due episodi della serie classica. La celebre sigla fu reinterpretata dai Grateful Dead.

### Prima stagione (1985-1986)
La nuova Ai confini della realtà debuttò il 25 settembre 1985, con la formula dei due o tre episodi da 20-25 minuti in uno show da un'ora. Molti episodi furono tratti da opere di scrittori famosi, come Ray Bradbury, Alan Brennert, Arthur C. Clarke e Stephen King: tra questi, La stella (The Star) di Clarke, in cui un gruppo di astronauti arriva su un pianeta desolato, che da complicati calcoli si rivela essere niente meno che la stella cometa che guidò i Re Magi, e Gramma, in cui un bambino rimasto a casa con la nonna malata scoprirà che le voci di stregoneria che corrono sul suo conto non sono infondate.
Ci furono alcuni remake della serie classica, Dead Man's Shoes, Shadow Play e Night of the Meek, mentre altri episodi andarono ad arricchire la lista dei classici.
Tra di essi, The shadow man, in cui un ragazzo timido diventa coraggioso dopo l'incontro con l'uomo ombra che vive sotto il suo letto, salvo poi trovarsi di fronte all'uomo ombra di un'altra persona, Dead run, in cui un uomo si trova un lavoro piuttosto particolare, quello di portare anime morte all'inferno, The library, la storia di una biblioteca che contiene i libri con la vita di tutte le persone, e una sala dove poterli modificare, e Wordplay, la storia di un uomo che improvvisamente non comprende più il significato delle parole ed è costretto a ricominciare ad imparare tutto usando l'abecedario del figlio piccolo.
Nonostante il successo di molti episodi, la serie non ottenne un grande successo di pubblico, ma fu comunque riconfermata per la stagione successiva.

### Seconda stagione (1986-1987)
Solo 11 puntate, alcune di un'ora di durata, altre con due o tre episodi, per un totale di 21: la seconda stagione della nuova edizione dello show fu molto travagliata. Tra i classici, The once and future king, storia del viaggio del tempo di un cantante, Gary Pitkin che imita Elvis Presley professionalmente, e che incontra il Re del Rock pochi giorni prima della sua prima storica incisione. Elvis Presley lo scambia per il gemello morto Jesse Garon apparso per un miracolo ad aiutarlo ma quando Gary Pitkin gli mostra come avrebbe dovuto interpretare la sua musica Elvis è spaventato e giudica indecenti le mosse del bacino e gli ancheggiamenti e si persuade che Gary Pitkin sia il diavolo giunto sulla terra per fargli vendere la sua anima in cambio del successo.
Dopo una lite, per un tragico incidente, Elvis rimane ucciso e Gary Pitkin decide di prendere il suo posto e di interpretare la sua vita e la sua musica rendendogli omaggio e rivelando poi il segreto ad una ammiratrice pochi giorni prima della sua morte. La ammiratrice si rivelerà la manager di Gary Pitkin che compare all'inizio della storia e che aveva invitato il musicista a compiere il viaggio a Las Vegas che misteriosamente lo riporterà indietro nel tempo. The after hours, remake di un episodio classico in cui un manichino si anima e pensa di essere una vera donna e Private channel, storia di un ragazzo il cui walkman a causa di un fulmine si trasforma in uno strumento in grado di leggere nel pensiero.

### Terza stagione (1988-1989)
Dopo aver rinunciato alla messa in onda per la stagione 1987-88, la CBS cambiò tutta la produzione del telefilm (team creativo in particolare), per produrre i 30 episodi della terza stagione, che avrebbe consentito di distribuire la serie al mercato internazionale. Robin Ward fu l'ospite che introduceva gli episodi dell'ultima stagione del revival dello show, tra cui Crazy as a soup sandwich, una variazione sul tema classico della vendita dell'anima al diavolo, in cui un novello Faust chiede aiuto a un boss mafioso per aver ragione del diavolo, solo per scoprire che il mafioso è Satana in persona.
In The mind of Simon Foster, un uomo vende pezzi della propria memoria a un banco dei pegni, prima di accorgersi di quanto gli possa servire, e in Appointment on Route 17 un uomo al quale è stato trapiantato un cuore nuovo comincia a ripercorrere la strada compiuta dal morto al quale il cuore era stato prelevato. Father and son game fu l'ultimo episodio della terza stagione del revival della serie classica.

## Distribuzione
Riguardo alla "Nuova serie", sono uscite in italiano cinque edizioni in DVD per le tre stagioni, nei cofanetti prodotti e distribuiti dalla Dall'Angelo Pictures.    